# Денмарк-гілл (станція)
51°28′06″ пн. ш. 0°05′22″ зх. д. / 51.4683° пн. ш. 0.0894° зх. д.
Денмарк-гілл (англ. Denmark Hill) — станція National Rail обслуговує маршрути Південнолондонської лінії London Overground, Thameslink та Southeastern, розташована у Денмарк-гілл, боро Саутерк, Південний Лондон за 6.9 км від станції Лондон-Вікторія. Станція розташована у 2-й тарифній зоні. 
Пасажирообіг на 2018 рік — 6.955 млн. осіб
1 грудня 1865: відкриття станції.

## Пересадки
- Пересадки на автобуси London Buses маршрутів: 40, 176, 185 та 484.[3]

## Послуги
| Попередня станція              | Лінія | Лінія                                                 | Лінія            | Наступна станція                      |
| ------------------------------ | ----- | ----------------------------------------------------- | ---------------- | ------------------------------------- |
| Пекгам-Рай                     |       | National Rail Thameslink Catford Loop Line            |                  | Елефант-енд-Касл                      |
| Пекгам-Рай                     |       | National Rail Southeastern Greenwich Park branch line |                  | Лондон-Вікторія                       |
| Бромлі-Саут                    |       | National Rail Southeastern Chatham Main Line          |                  | Лондон-Вікторія                       |
| Бромлі-Саут                    |       | National Rail Southeastern Chatham Main Line          | Елефант-енд-Касл |                                       |
| Пекгам-Рай до Долстон-джанкшен |       | London Overground Південнолондонська лінія            |                  | Клепгем-хай-стріт до Клепгем-джанкшен |